# Tramwaje w Antalyi
Tramwaje w Antalyi − system komunikacji tramwajowej działający w tureckim mieście Antalya. 

## Historia
Tramwaje w Antalyi uruchomiono w 1999 na trasie o długości 6 km z 9 przystankami. W marcu 2009 otwarto nową linię o długości 11,1 km z 16 przystankami. Planowana docelowa długość tras ma wynieść 41 km. Obie linie mają szerokość toru 1435 mm. 

## Tabor
Do obsługi uruchomionej w 1999 linii otrzymano tramwaje MAN T4 z doczepami MAN B4 z lat 50. z Norymbergi po 6 sztuk. Kursują one w składach złożonych z T4+B4. Dla nowej linii hiszpańska firma Construcciones y Auxiliar de Ferrocarriles (CAF) dostarczyła 14 tramwajów 5 członowych.  